# Bakcsóformák
A bakcsóformák (Nycticoracinae) a madarak (Aves) osztályának gödényalakúak (Pelecaniformes) rendjébe, ezen belül a gémfélék (Ardeidae) családjába tartozó egykori alcsalád volt.

## Rendszertani besorolásuk
A gémfélék csontvázának, főleg a koponyájának a korábbi tanulmányozása szerint, ezt a családot két csoportra osztották: a nappali gémekre és az éjjeli gémekre. Azonban az új DNS-vizsgálatok, továbbá a végtagcsontok jobb megfigyelése azt mutatja, hogy a korábbi csoportosítás hibás volt. Az ugyanazon csoportbeli koponyahasonlóság, nem egyéb, mint a konvergens evolúció eredménye, azaz több csoportbeli madár is ugyanazt a koponyaalakot vette fel, hogy ugyanolyan élőhelyen ugyanolyan táplálékforráshoz tudjon hozzáférni. Manapság a gémfélék családjában már csak 3 csoportot, alcsaládot fogadnak el: a gémformákat (Ardeinae), a bölömbikaformákat (Botaurinae) és a tigrisgémformákat (Tigrisomatinae). Az új rendszertani besorolás szerint, a negyedik, azaz a bakcsóformák (Nycticoracinae) alcsaládjába tartozó nemeket és fajokat a megmaradt alcsaládokba helyezték át.

## Rendszerezés
Ebbe a már nem használt alcsaládba, korábban 4 madárnem tartozott:
- Gorsachius Bonaparte, 1855 – Ardeinae
- Nyctanassa Stejneger, 1887 – Ardeinae
- Nycticorax T. Forster, 1817 – Ardeinae
- Cochlearius Brisson, 1760 – Tigrisomatinae

### Fordítás
- Ez a szócikk részben vagy egészben  a   Heron című angol Wikipédia-szócikk ezen változatának fordításán alapul.  Az eredeti cikk szerkesztőit annak laptörténete sorolja fel. Ez a jelzés csupán a megfogalmazás eredetét és a szerzői jogokat jelzi, nem szolgál a cikkben szereplő információk forrásmegjelöléseként.